# Benning M. Bean

Benning M. Bean

Benning Moulton Bean (* 9. Januar 1782 in Moultonborough, Carroll County, New Hampshire; † 6. Februar 1866 ebenda) war ein US-amerikanischer Politiker. Zwischen 1833 und 1837 vertrat er den Bundesstaat New Hampshire im US-Repräsentantenhaus.

## Werdegang
Benning Bean besuchte die öffentlichen Schulen in seinem Geburtsort Moultonborough. Außerdem genoss er zusätzlich eine private Ausbildung. In den folgenden Jahren wurde er als Lehrer und in der Landwirtschaft tätig. Ferner begann er sich in der Politik zu etablieren. Von 1811 bis 1829 und nochmals von 1832 bis 1838, also während seiner Zeit im Kongress, war er Gemeinderat in Moultonborough. Im Jahr 1816 amtierte er in seiner Heimat als Friedensrichter. 1824 war er Kurator der Sandwich Academy.
Zwischen 1815 und 1823 und nochmals im Jahr 1827 war Bean Abgeordneter im Repräsentantenhaus von New Hampshire. Von 1824 bis 1826 sowie in den Jahren 1831 und 1832 gehörte er dem Staatssenat an; im Jahr 1832 war er Präsident dieses Gremiums. 1829 war er Mitglied im Beraterstab des Gouverneurs. Nach der Auflösung der Demokratisch-Republikanischen Partei in den 1820er Jahren schloss sich Bean der Bewegung um den späteren Präsidenten Andrew Jackson an und wurde Mitglied der von diesem gegründeten Demokratischen Partei.
Bei den Kongresswahlen des Jahres 1832, die staatsweit abgehalten wurden, wurde Bean für das erste Abgeordnetenmandat von New Hampshire in das US-Repräsentantenhaus in Washington gewählt. Dort trat er am 4. März 1833 die Nachfolge von John Brodhead an. Nach einer Wiederwahl im Jahr 1834 konnte er bis zum 3. März 1837 zwei Legislaturperioden im Kongress absolvieren. Diese waren von den Diskussionen um die Politik von Präsident Jackson überschattet. Dabei ging es vor allem um die Bankenpolitik und die Nullifikationskrise mit dem Staat South Carolina sowie um die umstrittene Durchführung des Indian Removal Act. Während Beans Zeit im Kongress wurde 1836 der Staat Arkansas in die Union aufgenommen.
Im Jahr 1836 lehnte Bean eine weitere Kandidatur für den Kongress ab. In der Folge arbeitete er wieder als Lehrer, außerdem war er nach wie vor in der Landwirtschaft tätig. Politisch hat er kein weiteres bedeutendes Amt mehr ausgeübt. Benning Bean starb am 6. Februar 1866 in seinem Geburtsort Moultonborough.